# Joanna Michalik
Joanna Michalik, po mężu Szopińska (ur. w Krakowie) – polska koszykarka, multimedalistka mistrzostw Polski.

## Życiorys
Ukończyła Collegium Medicum Uniwersytetu Jagiellońskiego na Wydziale Farmacji.

## Osiągnięcia
Drużynowe
- Mistrzyni Polski (1963–1966)
- Wicemistrzyni Polski (1967)
- Zdobywczyni pucharu:
  - Polski (1966, 1967)
  - Miast (1962)
- Uczestniczka rozgrywek Pucharu Europy Mistrzyń Krajowych (1964/1965, 1965/1966 – 3. miejsce, 1966/1967 – 4. miejsce)